# 尼恩·塔克
尼恩·塔克（英語：Nion Tucker，1885年8月21日—1950年4月22日），美国男子雪车运动员。他曾代表美国参加1928年冬季奥林匹克运动会雪车比赛，联同比利·菲斯克、杰弗里·梅森、克利福德·格雷和理查德·帕克获得一枚金牌。